# Jean-Yves Mano
Jean-Yves Mano, né le 25 septembre 1947 à Saint-Sulpice-et-Cameyrac (Gironde), est un homme politique français, membre du PS. Il est conseiller de Paris de 1995 à 2014, adjoint au maire de Paris, chargé du logement, de 2001 à 2014 et sénateur de 2001 à 2004.

## Biographie
Il est élu pour la première fois conseiller de Paris dans le 16e arrondissement de Paris en 1995, lors des élections municipales. Le scrutin étant remporté par la majorité sortante menée par Jean Tiberi (RPR), Jean-Yves Mano siège au sein de l'opposition.
Candidat de la Gauche plurielle aux élections municipales de 2001 dans le 16e arrondissement, il arrive au second tour en troisième position avec 20,66 % des suffrages exprimés derrière la liste victorieuse de Pierre-Christian Taittinger (RPR, UDF, DL) à 58,21 %, et celle de Christian Cabrol (DVD, tibériste) à 21,13 %. Jean-Yves Mano est ainsi élu au Conseil de Paris.
La gauche menée par Bertrand Delanoë sortant victorieuse de ce scrutin, Jean-Yves Mano est élu adjoint au maire de Paris le 25 mars 2001, chargé du logement. En raison de la démission de Bertrand Delanoë consécutive à son élection à Paris, Jean-Yves Mano est sénateur pour Paris de 2001 à 2004.
De 2001 à 2014, il est président de l'Office public d'aménagement et de la construction de Paris (OPAC). Il succède à cette fonction à Jean Tiberi, qui le présidait depuis 1978.
Aux élections municipales de 2008 à Paris, la liste d'union de la gauche que conduit Jean-Yves Mano dans le 16e arrondissement recueille 17,08 % des suffrages exprimés. Elle se place en deuxième position derrière la liste de Claude Goasguen (UMP), 51,71 %, et devant celle de David Alphand (DVD), 13,22 %. Jean-Yves Mano conserve ainsi son siège de conseiller de Paris et est reconduit comme adjoint au maire chargé du logement. Lors des élections municipales de mars 2014, il est en position inéligible sur la liste socialiste de Thomas Lauret et quitte le Conseil de Paris et le conseil d'arrondissement.
En tant que conseiller de Paris, il est en même temps conseiller d'arrondissement du 16e arrondissement de Paris, ayant toujours siégé dans l'opposition.
En novembre 2016, il devient président de l'association de consommateurs CLCV.

## Distinctions

### Décorations
- Chevalier de la Légion d'honneur (décret du 13 juillet 2012)[3].